# Floating
Albums de Eloy
Inside
(1973) Power and the Passion
(1975)
Floating est le 3e album du groupe de rock progressif allemand Eloy. Il est sorti en 1974 sur le label EMI - Electrola et a été produit par le groupe.

## historique
Cet album a été enregistré à Cologne dans les studios de EMI, et a vu la contribution du directeur artistique du label, Gordon Bennit, qui a écrit les paroles du titre Madhouse. Erich Schriever, premier chanteur d'Eloy, donnera lui aussi un coup de main pour les paroles des autres titres.
Cet album voit l'arrivée d'un nouveau bassiste, Luitjen Janssen en remplacement de Wolfgang Stöcker.
La pochette est une reproduction d'un tableau du peintre français Jacques Wyrs (1938-1988).
L'album sera remastérisé en 2001 avec l'ajout de trois titres enregistrés en public.

## Liste des titres

### Face 1
1. Floating - 3:59
2. The Light from Deep Darkness - 14:35

### Face 2
1. Castle in the Air - 7:13
2. Plastic Girl - 9:07
3. Madhouse - 5:15

### Bonus tracks (Réédition 2000)
1. Future City (live) - 5:00
2. Castle in the Air (live) - 8:11
3. Flyin' High (live) - 3:30

## Musiciens
- Franck Bornemann: chant, guitares
- Manfred Wieczorke: orgue, guitares
- Fritz Randow: batterie, percussions
- Luitjen Janssen: basse